# Jan Pravoslav Koubek
Jan Pravoslav Koubek (4. června 1805 Blatná – 29. prosince 1854 Blatná) byl český a rakouský pedagog, básník a politik, během revolučního roku 1848 poslanec Říšského sněmu.

## Biografie
Patřil mezi české obrozence. Působil jako pedagog.
Narodil se v domě čp. 12 v dnešní Koubkově třídě v Blatné. Pocházel ze zámožné rodiny, která mu poskytla kvalitní vzdělání. Docházel na soukromé hodiny za kaplanem Bezděkou, který ho připravil na studium gymnázia. Od roku 1819 studoval po čtyři roky na gymnáziu v Písku, kde Bezděka působil jako katecheta. Další ročníky střední školy absolvoval na akademickém gymnáziu v Praze, kde jeho učitelem byl Josef Jungmann. V letech 1825–1826 studoval filozofii v Plzni, kde jeho učitelem byl Vojtěch Sedláček. V roce 1827 se vrátil do Prahy a měl nastoupit ke studiu práv na Karlo-Ferdinandově univerzitě v Praze. Zajímalo ho ovšem více studium jazyků a literatury, především slovanských, zejména polštiny a ruštiny. V roce 1831 odešel na Halič. Václav Hanka mu tam opatřil místo vychovatele v rodině Romerů v Pustkově. O rok později přijal místo učitele hudby a zpěvu u pánů Rosnowských ve Hřejovicích a v letech 1833–1837 vyučoval latinu a řečtinu jako suplující profesor na gymnáziu ve Lvově.
V roce 1837 se na přání rodičů vrátil do Čech. Krátce působil jako knihovník a předčítatel u hraběte Kašpara Šternberka a roku 1839 byl jmenován mimořádným profesorem českého jazyka a literatury na Karlo-Ferdinandově univerzitě v Praze. V roce 1847 se stal řádným profesorem, od roku 1849 měl též aprobaci pro polský jazyk a literaturu. Kromě toho privátně vyučoval češtinu v šlechtických rodinách. Psal básně (Krotké znělky) a překládal. Už během haličského pobytu začal překládat polské a ruské literáty. V jeho díle jsou silné vlivy Jana Kollára, Františka Ladislava Čelakovského i dobové atmosféry vyvolané nálezem rukopisů královédvorského a zelenohorského. Většina jeho díla byla naplno publikována až po jeho smrti.
Během revolučního roku 1848 se zapojil do politiky. Byl předákem akademické legie na pražské univerzitě. Ve volbách roku 1848 byl zvolen na ústavodárný Říšský sněm. Zastupoval volební obvod Písek. Uvádí se jako profesor. Patřil ke sněmovnímu bloku pravice, do kterého náležel český politický tábor, Národní strana (staročeši).
Po porážce revoluce pokračoval v pedagogickém působení, ale začala ho sužovat choroba. Zemřel v prosinci 1854.

### Literární díla vydaná knižně
- Kvítí na hroby (1842)
- Hroby básníků slovanských (1845)
- Zjevení básníků (1852)
- Jana Pravoslava Koubka Sebrané spisy veršem i prozou, I.–III. svazek (1857)
- Jana Pravoslava Koubka Sebrané spisy veršem i prozou, IV. svazek (1859)
- Básníkova cesta do pekel (posmrtně 1904)
- Rokoko (povídka veršem, posmrtně 1939)

### Odborné časopisecké studie
- O Královodvorském rukopisu s obzvláštním ohledem na jinoslovanské překlady jeho (Časopis Českého muzea, 1838)
- Jazyk a technika právnická u Slovanů (Časopis Českého muzea, 1839)
- Slovo o filologii (Vlastimil, 1840)
- Nově nalezený zlomek českého Alexandra (Časopis Českého muzea, 1841)
- Slovo o panslavismu (Česká včela, 1847)